# 王大中
王 大中（おう だいちゅう、1935年3月2日 - ）は、中華人民共和国の教育者。河北省昌黎県出身。元清華大学学長。

## 経歴
1935年3月2日、河北省昌黎県で生まれる。1953年に天津市南開中学を卒業し、清華大学に合格した。1970年、清華核能所党委員会常務委員兼設計室主任に就任。1980年に、中国で文化大革命後初の政府派遣留学生としてドイツのアーヘン工科大学に留学し、1982年同大学より自然科学博士号を授与された。1994年、清華大学学長に昇格。 

## 栄典
- 1993年、中国科学院院士。
- 2021年11月3日、国家最高科学技術賞[2]